# Stictopisthus hispanicus
Stictopisthus hispanicus är en stekelart som beskrevs av Schwenke 1999. Stictopisthus hispanicus ingår i släktet Stictopisthus och familjen brokparasitsteklar. Inga underarter finns listade i Catalogue of Life.